# Шайи, Рикардо
Рикардо Шайи́ (итал. Riccardo Chailly; род. 20 февраля 1953[…], Милан) — итальянский дирижёр.

## Биография
Родился в семье композитора Лучано Шайи. Начальное музыкальное образование получил в семье. Окончил местное музучилище, где занимался в классе Франко Караччоло. Систематического музыкального образования не получил — посещал мастер-класс дирижирования Франко Феррари в Музыкальной академии Киджи (Сиене). С 1970 — ассистент-дирижёр Клаудио Аббадо в миланском оперном театре «Ла Скала»; в качестве основного дирижёра впервые выступил в этом театре в 1978 году (опера «Разбойники» Дж. Верди). Позже начал выступать также как симфонический дирижёр. В 1982—1989 — руководитель Немецкого симфонического оркестра Берлина, в 1982—1985 — главный приглашённый дирижёр Лондонского филармонического оркестра. В 1988—2004 руководил оркестром Консертгебау. С 2005 — главный дирижёр оркестра Гевандхауза в Лейпциге. С 2015 — главный дирижёр «Ла Скала»; в 2026 на посту музыкального руководителя его сменит Чон Мён Хун.
Гастролировал с разными оркестрами во многих странах мира, в том числе в оперных театрах США (Чикагская опера в 1977, Метрополитен-опера в 1982). Выступал на международных музыкальных фестивалях в Лондоне (Променадные концерты, с 1980), Зальцбурге (впервые в 1986), Люцерне (художественный руководитель фестивального оркестра с 2016).
Сестра — арфистка и композитор Чечилия Шайи.

## Репертуар и дискография
В дискографии Шайи (более 100 CD на лейбле Decca) — вся оркестровая музыка Бетховена (2011) и Вареза (1998), все симфонии Брукнера (1984) и Малера (1988—2003), многие оркестровые сочинения Мендельсона, Шумана, Цемлинского, Хиндемита, Шостаковича, Мессиана (в том числе «Турангалила», 1993), Брамса, Вольфа, Чайковского, Рахманинова, Прокофьева, Шёнберга, Берио, Шнитке, Штауда. Выступает также как оперный дирижёр (Россини, Верди, Стравинский и др.). C оркестром под управлением Шайи выступали Марта Аргерих, Чечилия Бартоли, Лучано Паваротти, Хосе Каррерас, Кири Те Канава, Маттиас Гёрне и другие исполнители.

## Признание
Кавалер Ордена Большого Креста (Италия, 1998), почётный член Королевской Академии музыки в Лондоне. Введён в Зал славы журнала Gramophone.